# Wallen van Rekem

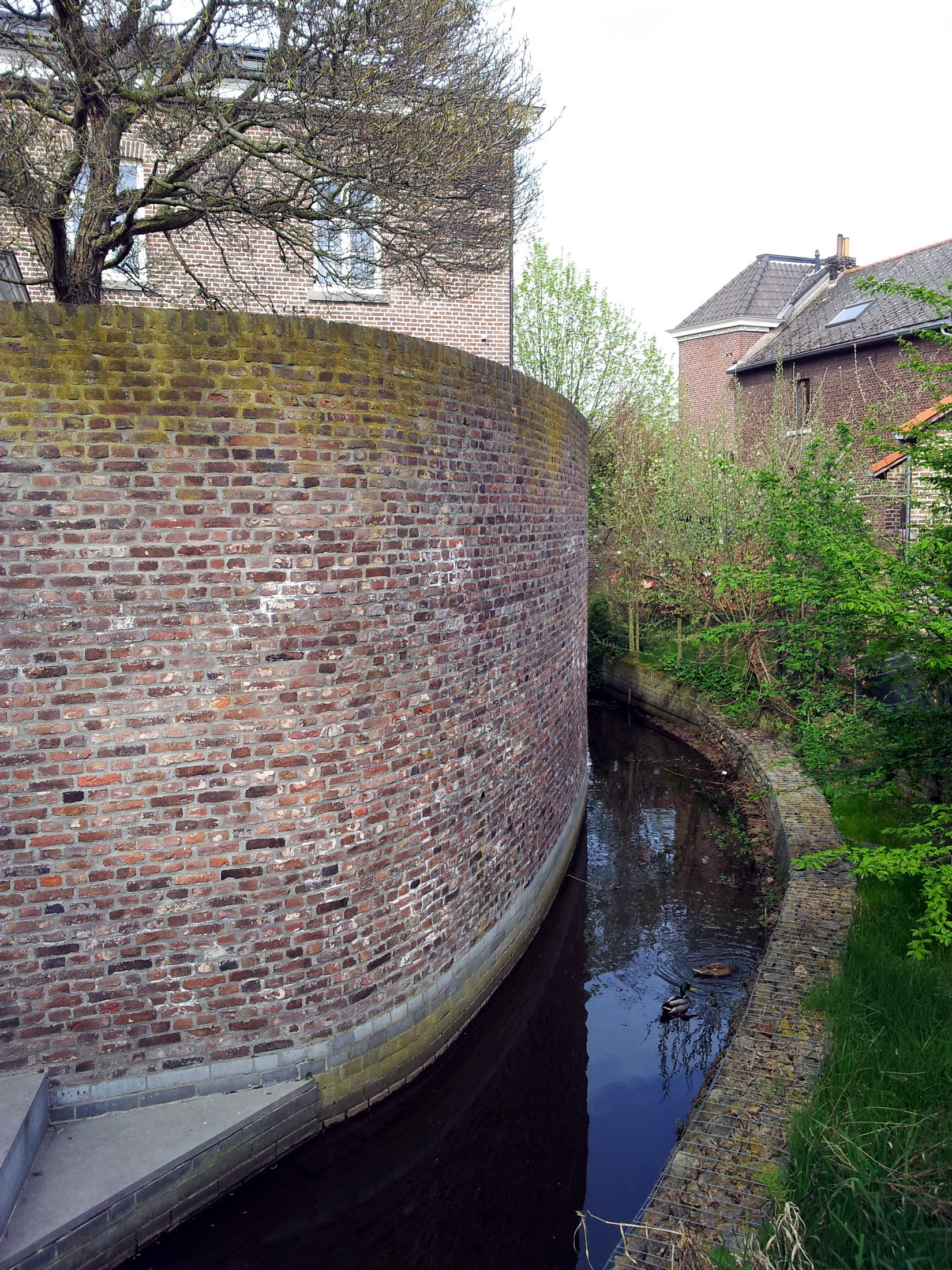
Stadsmuur

De wallen van Rekem waren de verdedigingswerken van het stadje Rekem.
De omwalling was drieledig. De eerste omwalling werd in 1607 aangelegd en omvatte slechts het grondgebied van het Kasteel d'Aspremont-Lynden en de tegenwoordige Kanaalstraat. Hiervan zijn nog enkele grachten over, en ook de Ucoverpoort. Van 1625-1630 werd als tweede omwalling een stadsmuur om het gehele stadje aangelegd. De huidige Walstraat volgt het verloop van deze muur. Aan de westzijde lag vroeger de Maastrichterpoort, die tegenwoordig verdwenen is. In 1638 werd nog een derde deel van de omwalling aangelegd, waarvan in de Schijfstraat nog restanten zijn aan te treffen. Aan het einde van de Herenstraat werd de Isabellapoort gebouwd. De verdedigingswerken waren tevens voorzien van een grachtenstelsel.
Van 1821-1836 werden de verdedigingswerken afgebroken, met uitzondering van de Ucoverpoort en enkele restanten.